# ألينغوت أورمايت
ألينغوت أورمايت (بالإنجليزية: Alengot Oromait)‏ (1 يناير 1993)، هي سياسية وطالبة جامعية أوغندية. عملت كعضو في البرلمان عن مقاطعة أوسوك، مقاطعة كاتاكوي من عام 2011 إلى عام 2016. في سن 19، كانت أصغر عضو في البرلمان في أوغندا، وفي القارة الأفريقية.

## الطفولة
وُلدت في مقاطعة كاتاكوي في 1 يناير 1993. كان والدها، مايكل أوروميت، في نفس منصبها النيابي قبل وفاته في 21 يوليو 2012.

## التعليم
أكملت دراستها الثانوية في مدرسة سانت كاليمبا الثانوية في مقاطعة كايونغا في ديسمبر 2011. تم قبولها في جامعة أوغندا المسيحية في موكونو، ابتداء من أغسطس 2012.

## العمل
بعد وفاة والدها، قررت ألينغوت أورمايت خوض الانتخابات التمهيدية لحركة المقاومة الوطنية لتحل محل والدها، الذي كان يعمل كمستقل. فازت في الانتخابات الأولية وفي الانتخابات العامة في سبتمبر 2012، فازت بنسبة 54.2 ٪ من الاصوات. واستطاعت أن توفق بين دراستها الجامعية مع واجباتها البرلمانية للسنوات الثلاث القادمة كحد أدنى.

## الحياة الشخصية
لم تتزوج ألينغوت. ينتمي إلى حركة المقاومة الوطنية، الحزب السياسي الحاكم في أوغندا. وهي تتعامل مع قضايا مثل البيئة والتعليم والسياسة الصحية والقضايا الجنسانية. وأحد مرشديها هي جيسيكا ألوبو، وزيرة التعليم الأوغندية الحالية وعضوة البرلمان عن ممثلة نساء مقاطعة كاتاكوي.